# 第77屆奧斯卡金像獎最佳動畫片角逐名單
←第76屆 - 第77屆 - 第78屆→
本条目是第77屆奥斯卡金像奖最佳動畫片獎的角逐名单。美国电影艺术与科学学会自2001年设立该奖以来，每年都会邀请各動畫製作公司提交他们当年最出色的動畫电影参加最佳動畫片獎评选。
所有被提交的電影必須於2003年10月1日到2004年9月30日期間在製片國家及美國洛杉磯作公開放映，而片長須超過70分鐘；戲中的絕大部分角色必須是由動畫製作出來；及作品中有不少於75%的電影角色須為動畫製作。
學院於2004年11月公佈11部符合入圍資格的動畫電影，而于2005年1月25日公佈最後三強的名單。

## 參與國家/地區
| 製作形式 | 國家 / 地區          |
| -------- | -------------------- |
| 獨立製作 | 美国 / 日本 / 印度 / |

註：
首次參與國家/地區： 

## 角逐動畫
以下為入選首輪名單的11部動畫電影：
| 製作國家或地區 | 中文片名                  | 原片名                          | 語言         | 導演                    | 結果   |
| -------------- | ------------------------- | ------------------------------- | ------------ | ----------------------- | ------ |
|                | 《晴空戰士》              | 원더풀 데이즈                   | 韓語         | 金文生                  | 未提名 |
| 美国           | 《極地特快車》            | The Polar Express               | 英語         | 羅拔·湛米基斯           | 未提名 |
| 美国           | 《放牛吃草》              | Home on the Range               | 英語         | Will Finn、John Sanford | 未提名 |
| 日本           | 《攻殼機動隊2 INNOCENCE》 | イノセンス                      | 日語         | 押井守                  | 未提名 |
| 美国           | 《海綿寶寶電影版》        | The SpongeBob SquarePants Movie | 英語         | 史蒂芬·海倫伯格         | 未提名 |
| 美国           | 《大紅狗》                | Clifford's Really Big Movie     | 英語         | Robert Ramirez          | 未提名 |
| 美国           | 《酷狗上學記》            | Teacher's Pet                   | 英語         | Timothy Björklund       | 未提名 |
| 印度           | 《佛的傳說》              | The Legend of Buddha            | 印地语、英語 | Shamboo Falke           | 未提名 |
| 美国           | 《史瑞克2》               | Shrek 2                         | 英語         | 安德魯·亞當森           | 提名   |
| 美国           | 《鯊魚黑幫》              | Shark Tale                      | 英語         | Bill Damaschke          | 提名   |
| 美国           | 《超人特攻隊》            | The Incredibles                 | 英語         | 布拉德·伯德             | 获奖   |

## 外部連結
- 學院獎的官方網站 （页面存档备份，存于）